# HALO (nhóm nhạc)
HALO (Hangul: 헤일로; viết tắt là Hexagon of Absolute Light and Organization) là một nhóm nhạc nam Hàn Quốc được thành lập bởi Histar Entertainment tại Seoul, Hàn Quốc. [1] Nhóm bao gồm sáu thành viên: Dino, Inhaeng, Ooon, Jaeyong, Heecheon và Yoondong. [2] Họ đã ra mắt vào ngày 26 tháng 6 năm 2014, với "Fever" duy nhất.

## Thành viên
- Dino (Hangul: 디노)
- Inhaeng (인행)
- Ooon (오운)
- Jaeyong (재용)
- Heecheon (희천)
- Yoondong (윤동)

## Đĩa

### Album phòng thu
| Title                                                  | Album details | Peak chart positions | Sales        |          |
| Title                                                  | Album details | JPN                  | Sales        |          |
| Japanese                                               | Japanese | Japanese             | Japanese     | Japanese |
| ------------------------------------------------------ | --- | -------------------- | ------------ | -------- |
| HALO no Fushigi na Restaurant HALOの不思議なレストラン | - Released: ngày 6 tháng 9 năm 2017 - Label: Histar Entertainment, Pony Canyon - Formats: CD, digital download Danh sách bài hát 1. "Jasmine" 2. "Heaven Heaven" 3. "Fever (Japanese ver.)" 4. "Mariya (Japanese ver.)" 5. "Good Feeling (Japanese ver.)" 6. "Boku-tachi, Hare" (僕たち、晴れ) 7. "Come On Now (Japanese ver.)" 8. "Milk" (ミルク) (Hee Cheon Solo) 9. "Fortune Cookie" (フォーチュン・クッキー) (In Haeng Solo) 10. "Onion Soup" (オニオンスープ) (Yoon Dong Solo) 11. "Ice Cream Syndrome" (アイスクリームシンドローム) (Jae Yong Solo) 12. "Sai Ai" (最愛) (Dino Solo) 13. "Himawari no Yakusoku" (ひまわりの約束) (Ooon Solo) (Original by Motohiro Hata) | 57                   | - JPN: 1,117 |          |

### Extended plays
| Title      | Album details | Peak chart positions | Sales         |        |
| Title      | Album details | KOR                  | Sales         |        |
| Korean     | Korean | Korean               | Korean        | Korean |
| ---------- | --- | -------------------- | ------------- | ------ |
| Young Love | - Released: ngày 3 tháng 12 năm 2015 - Label: Histar Entertainment, Interpark - Formats: CD, digital download Danh sách bài hát 1. Feels Good (느낌이 좋아) 2. Unexpected Fortune (뜻밖에 행운이야) 3. I Wanna Hold Your Hand 4. Sleepless (잠이 안오네) 5. Give Happiness (행복하게 해줄게) | 14                   | - KOR: 4,136+ |        |
| Happy Day  | - Released: ngày 2 tháng 9 năm 2016 - Label: Histar Entertainment, Interpark - Formats: CD, digital download Danh sách bài hát 1. Popcorn (팝콘) 2. Mariya (마리야) 3. Shoot Away (싹 다 버려) 4. Yours (네 편) 5. Our Sunny (우리, 맑음)                                                    | 14                   | - KOR: 2,446+ |        |
| Here I Am  | - Released: ngày 6 tháng 7 năm 2017 - Label: Histar Entertainment, Interpark - Formats: CD, digital download Danh sách bài hát 1. Here I Am (여기여기) 2. Flying 3. I'm Scared (겁이 나) 4. Traveling Boy (여행소년 / 旅行少年) 5. Here I Am (여기여기) inst.                                | 16                   | - KOR: 2,427+ |        |

### Single albums
| Title         | Album details | Peak chart positions | Peak chart positions | Sales         |
| Title         | Album details | KOR                  | JPN                  | Sales         |
| Korean        | Korean | Korean               | Korean               | Korean        |
| ------------- | --- | -------------------- | -------------------- | ------------- |
| 38°C          | - Released: ngày 26 tháng 6 năm 2014 - Label: Histar Entertainment, LOEN Entertainment - Formats: CD, digital download Danh sách bài hát 1. Do You Hear Me (들리니) 2. Fever (체온이 뜨거워) 3. Something Pretty Bad (이쁜게 죄야) 4. Go Away                                                                                           | 17                   | —                    | - KOR: 6,465+ |
| Hello HALO    | - Released: ngày 20 tháng 11 năm 2014 - Label: Histar Entertainment, LOEN Entertainment - Formats: CD, digital download Danh sách bài hát 1. Hello HALO 2. Come On Now (어서 이라온now) 3. California (캘리포니아) 4. 3 Minutes Of Play (3분만 놀자!)                                                                                   | 6                    | —                    | - KOR: 8,701+ |
| Grow Up       | - Released: ngày 28 tháng 5 năm 2015 - Label: Histar Entertainment, Interpark - Formats: CD, digital download Danh sách bài hát 1. While You’re Sleeping (니가 잠든 사이에) 2. Nothing On You (손가락 걸고) 3. Sparkly (눈부셔) 4. While You Were Sleeping (니가 잠든 사이에) remix 5. While You Were Sleeping (니가 잠든 사이에) inst. | 11                   | —                    | - KOR: 5,985+ |
| Japanese      | |                      |                      |               |
| Heaven Heaven | - Released: ngày 8 tháng 7 năm 2016 - Label: Histar Entertainment, Pony Canyon - Formats: CD, digital download Danh sách bài hát 1. Heaven Heaven 2. Good Feeling 3. Heaven Heaven inst. 4. Good Feeling inst. | —                    | 50                   | - JPN: 1,405  |
| Jasmine       | - Released: ngày 15 tháng 3 năm 2017 - Label: Histar Entertainment, Pony Canyon - Formats: CD, digital download Danh sách bài hát 1. Jasmine 2. Mariya 3. Jasmine inst. 4. Mariya inst. | —                    | 20                   | - JPN: 2,953  |
| Liar          | - Released: ngày 31 tháng 1 năm 2018 - Label: Histar Entertainment, Pony Canyon - Formats: CD, digital download Danh sách bài hát 1. Liar 2. Save or Save as 3. Liar inst. 4. Save or Save as inst. | —                    | 41                   | - JPN: 1,779  |

### Singles
| Title                                      | Year   | Peak chart positions | Peak chart positions | Sales  | Album            |
| Title                                      | Year   | KOR                  | JPN                  | Sales  | Album            |
| Korean                                     | Korean | Korean               | Korean               | Korean | Korean           |
| ------------------------------------------ | ------ | -------------------- | -------------------- | ------ | ---------------- |
| "Fever" (체온 뜨거워)                      | 2014   | —                    | —                    | —      | 38°C             |
| "Come On Now" (어서이리온now)              | 2014   | —                    | —                    | —      | Hello HALO       |
| "Surprise" (서프라이즈)                    | 2015   | —                    | —                    | —      | Non-album single |
| "While You're Sleeping" (니가 잠든 사이에) | 2015   | —                    | —                    | —      | Grow Up          |
| "Feels Good" (느낌이 좋아)                 | 2015   | —                    | —                    | —      | Young Love       |
| "Mariya" (마리야)                          | 2016   | —                    | —                    | —      | Happy Day        |
| "Here I Am" (여기여기)                     | 2017   | —                    | —                    | —      | Here I Am        |
| "O.M.G."                                   | 2018   | —                    | —                    | —      | Non-album single |
| Japanese                                   |        |                      |                      |        |                  |
| "Fever"                                    | 2015   | —                    | —                    | —      | Non-album single |
| "Heaven Heaven"                            | 2016   | —                    | 50                   | —      | Heaven Heaven    |
| "Jasmine"                                  | 2017   | —                    | 20                   | —      | Jasmine          |
| "—" denotes releases that did not chart.   |        |                      |                      |        |                  |

## Tours
- HALO European Tour 2018 "Here I Am"

## Thao khảo
1. ↑  HALOのアルバム作品. Oricon Style (bằng tiếng Nhật). Oricon. Truy cập ngày 15 tháng 9 năm 2017.
2. ↑  オリコンランキング情報サービス「you大樹」　－CD・ブルーレイ・DVD・書籍・コミック－. Oricon Style (bằng tiếng Nhật). Oricon. Truy cập ngày 15 tháng 9 năm 2017.
3. 1 2  “Gaon Album Chart”. Gaon Music Chart.
4. ↑  Cumulative sales of Young Love:
  - “2015년 12월 Album Chart”.
  - “2016년 01월 Album Chart”.
5. ↑  “2016년 09월 Album Chart”.
6. ↑  “2017년 07월 Album Chart”. Gaon Chart (bằng tiếng Hàn). Korea Music Content Industry Association. Truy cập ngày 13 tháng 8 năm 2017.
7. 1 2  “Oricon Chart”. Oricon Music Chart.
8. ↑  “2014년 08월 Album Chart”.
9. ↑  “2014년 12월 Album Chart”.
10. ↑  “2015년 08월 Album Chart”.
11. ↑  週間　CDシングルランキング 2016年08月15日～2016年08月21日 [CD single weekly ranking from ngày 15 tháng 8 năm 2016 to ngày 21 tháng 8 năm 2016] (bằng tiếng Nhật). Oricon. Bản gốc lưu trữ ngày 24 tháng 8 năm 2016. Truy cập ngày 30 tháng 11 năm 2017.
12. ↑  週間　CDシングルランキング 2017年03月13日～2017年03月19日 [CD single weekly ranking from ngày 13 tháng 3 năm 2017 to ngày 19 tháng 3 năm 2017] (bằng tiếng Nhật). Oricon. Bản gốc lưu trữ ngày 22 tháng 3 năm 2017. Truy cập ngày 30 tháng 11 năm 2017.
13. ↑  週間　CDシングルランキング 2018年01月29日～2018年02月04日 [CD single weekly ranking from ngày 29 tháng 1 năm 2018 to ngày 4 tháng 2 năm 2018] (bằng tiếng Nhật). Oricon. Bản gốc lưu trữ ngày 7 tháng 2 năm 2018. Truy cập ngày 7 tháng 2 năm 2018.
14. ↑  “Gaon Digital Chart”. Gaon Music Chart.